# مایکل ترمانینی
مایکل ترمانینی (انگلیسی: Michel Termanini؛ زادهٔ ۸ مهٔ ۱۹۹۸) بازیکن فوتبال است.
وی همچنین در تیم‌های ملی فوتبال زیر ۲۳ سال فلسطین و فلسطین بازی کرده‌است.